# Ilha Drysdale
A ilha Drysdale é uma ilha baixa pertencente ao arquipélago das ilhas Wessel, no Território do Norte, Austrália. Tem 12,4 km de comprimento por 6,4 km de largura, e 49,5 km² de área.
A única localidade é Yirringa, no extremo nordeste.